# Poursiugues-Boucoue
Poursiugues-Boucoue település Franciaországban, Pyrénées-Atlantiques megyében. Lakosainak száma 184 fő (2022. január 1.). Poursiugues-Boucoue Lauret, Pimbo, Arzacq-Arraziguet, Boueilh-Boueilho-Lasque, Coublucq és Vignes községekkel határos.

## Népesség
A település népességének változása:
| Lakosok száma | 204  | 197  | 198  | 190  | 188  | 187  | 185  | 184  | 184  |
|               | 2013 | 2015 | 2016 | 2017 | 2018 | 2019 | 2020 | 2021 | 2022 |